# Dieu (Lamartine)
Pour les articles homonymes, voir Dieu (homonymie).
Dieu est un poème de Lamartine, paru dans le recueil Méditations poétiques en 1820.